# Don't Leave Me This Way
"Don't Leave Me This Way" –en español: ''«No me dejes de esta manera»–, es una canción compuesta por Kenneth Gamble, Leon Huff y Cary Gilbert. Fue publicada originalmente como sencillo de Harold Melvin & the Blue Notes con la colaboración de Teddy Pendergrass, en 1975 a través del sello discográfico Philadelphia International, propiedad de Gamble y Huff. "Don't Leave Me This Way" fue posteriormente lanzada por la Motown en una versión de Thelma Houston. En 1986, la banda británica The Communards la convirtieron en un éxito internacional.

## Versión original de Harold Melvin & the Blue Notes
La versión original de The Blue Notes con Teddy Pendergrass como vocalista principal, fue incluida en el álbum de 1975, Wake Up Everybody. Aunque en un principio no fue lanzada como sencillo, finalmente, en 1977 y a raíz del éxito de la versión de Thelma Houston, fue publicada y alcanzó el puesto número 3 en la lista Billboard Disco Chart. También llegó a ser un éxito en las listas británicas, donde llegó al puesto número 5. Fue el tema principal de un LP publicado en el Reino Unido por el sello CBS Embassy en 1978 .

### Posicionamiento en listas
| Listas (1975)                          | Puesto |
| -------------------------------------- | ------ |
| Estados Unidos (Billboard Disco Chart) | 3      |
| Listas (1977)                          | Puesto |
| Suecia                                 | 13     |
| Reino Unido (UK Singles Chart)         | 5      |

## Versión de Thelma Houston
Una versión de "Don't Leave Me This Way" fue publicada por la Motown bajo la interpretación de la cantante Thelma Houston en 1976. Originalmente, la grabación fue asignada a Diana Ross para ser lanzada tras su éxito "Love Hangover", pero la canción fue rechazada pasando a ser grabada por Houston.
Tras la publicación de su cuarto álbum Any Way You Like It, los responsables de buscar repertorio para Thelma Houston, viendo la respuesta positiva del público en las discotecas con "Don't Leave Me This Way", seleccionaron la canción para grabarla y publicarla como sencillo. Esta versión tuvo un éxito masivo a nivel internacional, encabezando primero las listas de éxitos soul, y alcanzando posteriormente el número uno de la lista Billboard Hot 100.  También encabezó todas las listas de éxitos dance de 1977.  Formó parte de la banda sonora de la película Looking for Mr. Goodbar  y en 1978, recibió el galardón a la mejor interpretación vocal femenina de R&B en la 20.ª edición anual de los Premios Grammy.
La versión de Houston fue reeditada en 1995 en numerosas remezclas, alcanzando el número 19 de las listas dance estadounidenses. El canal de televisión VH1 posicionó la canción de Houston como la número 86 de la lista de "100 mejores One-hit Wonders", así como la segunda de entre las "100 mejores canciones dance".
Durante las décadas de 1980 y 1990, la versión de Houston se convirtió en un tema icónico para la comunidad gay en la lucha contra el SIDA.

### Posicionamiento en listas
| Lista (1977)                                  | Puesto |
| --------------------------------------------- | ------ |
| Australia (Kent Music Report)                 | 6      |
| Austria (Ö3 Austria Top 40)                   | 18     |
| Francia (IFOP)                                | 13     |
| Alemania (Media Control Charts)               | 5      |
| Italia (FIMI)                                 | 15     |
| Nueva Zelanda (Recorded Music NZ)             | 17     |
| Sudáfrica (Springbok Radio)                   | 1      |
| España (AFYVE)                                | 11     |
| Suecia (Sverigetopplistan)                    | 4      |
| Reino Unido (UK Singles Chart)                | 13     |
| Estados Unidos (Billboard Hot 100)            | 1      |
| Estados Unidos (Billboard Hot Disco Singles)  | 1      |
| Estados Unidos (Billboard Hot Soul Singles)   | 1      |
| Estados Unidos (Billboard Adult Contemporary) | 40     |
| Estados Unidos (Cash Box Top 100)             | 3      |

| Lista (1995) (versión remix)                   | Puesto |
| ---------------------------------------------- | ------ |
| Australia (ARIA)                               | 83     |
| Reino Unido (UK Singles Chart)                 | 35     |
| Estados Unidos (Billboard Hot Dance Club Play) | 19     |

|

## Versión de The Communards
La canción fue versioneada por el dúo británico The Communards en estilo Hi-NRG. En septiembre de 1986, sencillo estuvo durante cuatro semanas encabezando las listas de éxitos británicas, alcanzando además, el récord de ventas de ese año. Contó con la colaboración de la cantante de jazz Sarah Jane Morris. La versión entró en el Top 40 de la lista estadounidense Billboard Hot 100 y  alcanzó el número uno de la lista de éxitos dance. En 2015, la versión de The Communards fue votada en una encuesta televisiva como la decimosexta canción de la década de 1980 favorita de los británicos.

### Posicionamiento en listas
| Listas (1986–87)                          | Puesto |
| ----------------------------------------- | ------ |
| Australia (Kent Music Report)             | 2      |
| Austria (Ö3 Austria Top 40)               | 19     |
| Bélgica (VRT Top 30 Flanders)             | 1      |
| Europa (Eurochart Hot 100 Singles)        | 4      |
| Francia (SNEP)                            | 6      |
| Irlanda (IRMA)                            | 1      |
| Italia (FIMI)                             | 5      |
| Países Bajos (Dutch Top 40)               | 1      |
| Países Bajos (Mega Single Top 100)        | 1      |
| Nueva Zelanda (Recorded Music NZ)         | 2      |
| España (AFYVE)                            | 6      |
| Suiza (Schweizer Hitparade)               | 2      |
| Reino Unido (The Official Charts Company) | 1      |
| Estados Unidos Billboard Hot 100          |        |

## Otras versiones
Formó parte del repertorio del musical, "Priscilla, reina del desierto", interpretada durante la escena del funeral.
Ewan McGregor interpretó en la película Moulin Rouge! un fragmento de la canción en el medley ‘Elephant Love Medley’.
Sheena Easton publicó una versión en el año 2000 dentro del álbum Fabulous.
Cher solía interpretar el tema en su espectáculo de Las Vegas, "Cher at the Colosseum".
Formó parte de la banda sonora de la película de 2015, The Martian dirigida por Ridley Scott y protagonizada por Matt Damon.